# Београдска штампарија
Београдска штампарија је била прва штампарска кућа у Београду, коју је у свом дому основао кнез Радиша Дмитровић. Он је излио штампарска слова, али није стигао да оконча “Београдско четворојеванђеље”, јер је у међувремену преминуо. Након смрти кнеза, његов посао наставио је Тројан Гундулић, становник трговачке колоније Дубровчана у Београду.
Гундулић је преселио штампарију у своју кућу у делу београда званом Зерек, у близини Бајракли џамије, на месту данашње Господар-Јевремове улице. Прва и једина књига под покриљем Београдске штампарије, изашла је 4. августа 1552. године, на ћириличном писму. Гундулић је књиге продавао лично у Београду, међутим посао штампања није био профитабилан, па је он убрзо престао са тим.
Након што је Тројан Гундулић престао са послом, јеромонах Мардарије преселио је штампарију из Београда у манастир Мркшина црква, где је штампао и дорађивао књигу. Ова књига била је и остала једина штампана у Београдској штампарији, јер се штампање наставило тек са обнављањем српске државности у 19. веку, у Кнежевини Србији 1831. године. Београд био једини град на Балканском полуострву који је у 16. веку имао штампарију у којој су стваране књиге на српскословенском језику.